# Prix Alain-du-Breil
 (signalé en mai 2025).
Si vous disposez d'ouvrages ou d'articles de référence ou si vous connaissez des sites web de qualité traitant du thème abordé ici, merci de compléter l'article en donnant les références utiles à sa vérifiabilité et en les liant à la section « Notes et références ».
- Archive Wikiwix
- Bing
- Cairn
- DuckDuckGo
- E. Universalis
- Gallica
- Google
- G. Books
- G. News
- G. Scholar
- Persée
- Qwant
- (zh) Baidu
- (ru) Yandex
- (wd) trouver des œuvres sur Wikidata

Groupe I
Le prix Alain-du-Breil (Grande Course de Haies d'été des 4 Ans) est une course hippique de haies se déroulant au mois de juin sur l'hippodrome d'Auteuil.
C'est une course de groupe I,  équivalent de la Grande Course de Haies d'Auteuil mais réservée aux chevaux de 4 ans. Elle se court sur 3 900 mètres.

## Palmarès depuis 1980
| Année | Vainqueur       | Pays    | Père            | Jockey               | Entraîneur                               | Propriétaire                               | Deuxième         | Troisième      | Temps         |
| ----- | --------------- | ------- | --------------- | -------------------- | ---------------------------------------- | ------------------------------------------ | ---------------- | -------------- | ------------- |
| 2021  | Hermès Baie     | France  | Crillon         | Bertrand Lestrade    | François Nicolle                         | Nicole Papot                               | Martator         | Raffles Face   | 4 min 41 s 64 |
| 2020  | For Fun         | France  | Motivator       | Kevin Nabet          | Hector de Lageneste et Guillaume Macaire | Écurie Gabeur                              | James du Berlais | Kool Has       | 4 min 35 s 64 |
| 2019  | Feu Follet      | France  | Kapgarde        | Bertrand Lestrade    | Hector de Lageneste et Guillaume Macaire | Écurie Hugo et Pierre Pilarski             | Polirico         | French Made    | 4 min 37 s 93 |
| 2018  | Wildriver       | France  | Willywell       | B. Gelhay            | Mathieu Pitart                           | Marc Pimbonnet                             | Tunis            | Master Dino    | 4 min 32 s 00 |
| 2017  | Prince Ali      | France  | Kapgarde        | Kevin Nabet          | Hector de Lageneste et Guillaume Macaire | Simon Munir et Isaac Souede                | Bapaume          | Dandy Mag      | 4 min 39 s 18 |
| 2016  | Footpad         | Irlande | Creachadoir     | Ruby Walsh           | Willie Mullins                           | Simon Munir et Isaac Souede                | King's Socks     | Beyond Henry   | 4 min 40 s 38 |
| 2015  | Blue Dragon     | France  | Califet         | Vincent Cheminaud    | Guy Cherel                               | Magalen Bryant, David Powell et Denis Baer | Bosseur          | Yoko           | 4 min 31 s 60 |
| 2014  | Roll On Has     | France  | Policy Maker    | Vincent Cheminaud    | Jean-Paul Gallorini                      | Hamel Stud                                 | Liberté d'aimer  | Hippomene      | 4 min 33 s 95 |
| 2013  | Diakali         | Irlande | Sinndar         | Ruby Walsh           | Willie Mullins                           | Wicklow Bloodstock Limited                 | Ptit Zig         | Le Grand Luce  | 4 min 38 s 40 |
| 2012  | Usual Suspects  | France  | Goldneyev       | Cyrille Gombeau      | Guy Cherel                               | Nicole Papot                               | Chegei Has       | Blingless      | 4 min 39 s 22 |
| 2011  | Tidara Angel    | France  | Oratorio        | David Cottin         | David Windrif                            | G. Mollier & D. Dubois                     | Katkovana        | Monpilou       | 4 min 44 s 40 |
| 2010  | Salder Roque    | France  | Muhtatir        | Cyrille Gombeau      | Guy Cherel                               | Magalen Bryant                             | Bel la Vie       | Prince Oui Oui | 4 min 40 s 00 |
| 2009  | Rendons Grâce   | France  | Video Rock      | Cyrille Gombeau      | Guy Cherel                               | Haras de Saint-Voir                        | Jumbo Rio        | Avenue Marceau | 4 min 44 s 00 |
| 2008  | Grivette        | France  | Antarctique     | Christophe Pieux     | François-Marie Cottin                    | Jean-Paul Sénéchal                         | Hurricane Fly    | Quevega        | 4 min 52 s 00 |
| 2007  | Good Bye Simon  | France  | Simon du désert | Benoit Delo          | Thierry Doumen                           | Joseph Hayoz                               | Big Buck's       | Drole de Drame | 4 min 57 s 00 |
| 2006  | Lina Drop       | France  | Trempolino      | Sylvain Dehez        | Yannick Fouin                            | Guy Pariente                               | Clear Riposte    | Card'son       | 4 min 35 s 20 |
| 2005  | Strangely Brown | Irlande | Second Empire   | Ruby Walsh           | E.Mc Namara                              | We Didn't Name Him Syndicate               | Royale Athenia   | Aroldo         | 4 min 38 s 00 |
| 2004  | Mesange Royale  | France  | Garde Royale    | David J. Casey       | François-Marie Cottin                    | Ecurie Vallin                              | Ma Royale        | Maia Eria      | 4 min 40 s 00 |
| 2003  | Nickname        | France  | Lost World      | Thierry Majorcryk    | Jean-Paul Gallorini                      | Écurie Wildenstein                         | Loumie           | Katoune        | 4 min 40 s 00 |
| 2002  | Great Love      | France  | Great Palm      | Christophe Cheminaud | Philippe Boisgontier                     | Mme Rémi Picamau                           | Saint des Saints | Cybergenic     | 4 min 47 s 00 |
| 2001  | Vic Toto        | France  | Kaid Pous       | Laurent de la Rosa   | Florence Forneron                        | Marcel Benavidès                           | Bilboa           | Nom d'une Pipe | 4 min 40 s 00 |
| 2000  | N'avoue Jamais  | France  | Marignan        | Thierry Majorcryk    | Jean-Paul Gallorini                      | Écurie Wildenstein                         | Trait Union      | Bounce Back    | 4 min 39 s 00 |
| 1999  | Silver Top      | France  | Sheyrann        | Thierry Majorcryk    | Jean-Paul Gallorini                      | Jean-Paul Sénéchal                         | Full of Ambition | Kidder         | 4 min 46 s 00 |
| 1998  | Le Coudray      | France  | Phantom Breeze  | Philippe Chevalier   | Marcel Rolland                           | Luigi De Angeli                            | Kimbi            | Galant Moss    | 4 min 48 s 00 |
| 1997  | Grand Souvenir  | France  |                 | Christophe Aubert    | Jehan Bertran de Balanda                 | Ecurie Camacho                             |                  |                | 4 min 39 s 00 |
| 1996  | Villez          | France  |                 | Christophe Aubert    | Jean-Paul Gallorini                      | Écurie Wildenstein                         |                  |                | 4 min 47 s 00 |
| 1995  | Silbertal       | France  |                 | Raymond O'Brien      | Jean-Paul Gallorini                      | Ecurie César                               |                  |                | 4 min 43 s 00 |
| 1994  | Lake Powell     | France  |                 | Didier Mescam        | Jean Lesbordes                           | David Tsui                                 |                  |                | 4 min 38 s 00 |
| 1993  | Cagney          | France  |                 | Jean-Yves Artu       | Carlos Lerner                            | Bruno Vogt                                 |                  |                | 4 min 34 s 00 |
| 1992  | Kadalko         | France  |                 | Jean-Yves Beaurain   | Bernard Secly                            | Bernard Boutboul                           |                  |                | T.N.C         |
| 1991  | Gabarret        | France  |                 | Didier Mescam        | Bernard Secly                            | Beniamino Arbib                            |                  |                | T.N.C         |
| 1990  | Sarh            | France  |                 | Béatrice Marie       | Jean-Paul Gallorini                      | Mme Dominique Darlix                       |                  |                | T.N.C         |
| 1989  | Bazas           | France  |                 | Pierre Larbodière    | Noël Pelat                               | Constantin Boikos                          |                  |                | T.N.C         |
| 1988  | Trebrook        | France  |                 | Dominique Vincent    | Jean Lesbordes                           | Georges Blizniansky                        |                  |                | T.N.C         |
| 1987  | Marly River     | France  |                 | Jean-Yves Artu       | Yann-Marie Porzier                       | Christian-Serge Hameau                     |                  |                | T.N.C         |
| 1986  | Noellibre       | France  |                 | Gilles Decla         | Jacques Ortet                            | Jean Romet                                 |                  |                | T.N.C         |
| 1985  | Gacko           | France  |                 | Roger Duchene        | Xavier Guigand                           | Giuseppe Campanella                        |                  |                | T.N.C         |
| 1984  | Dazzling Horse  | France  |                 | Denis Bailliez       | Jack Barbe                               | Mme Roger Gayet                            |                  |                | T.N.C         |
| 1983  | Bayonnet        | France  |                 | Alain Chelet         | André Fabre                              | Georges Blizniansky                        |                  |                | T.N.C         |
| 1982  | Vidéo Tape      | France  |                 | Denis Leblond        | Patrick Rago                             | Daniel Wildenstein                         |                  |                | T.N.C         |
| 1981  | What a Joy      | France  |                 | Jacques Morin        | Bernard Secly                            | Richard L. Gelb                            |                  |                | T.N.C         |
| 1980  | First Vote      | France  |                 | Martin F. Blackshaw  | Robert Collet                            | Eric W. Brown                              |                  |                | T.N.C         |